# Pieni-Juminen
Pieni-Juminen är en sjö i kommunen Lapinlax i landskapet Norra Savolax i Finland. Sjön ligger 97,5 meter över havet. Den är 6,98 meter djup. Arean är 66 hektar och strandlinjen är 6,67 kilometer lång. Sjön  ingår i Vuoksens huvudavrinningsområde.   Den ligger omkring 62 kilometer norr om Kuopio och omkring 390 kilometer norr om Helsingfors. 
Sjön ligger öster om Suuri-Juminen.